# Skai Jackson
Skai Jackson (New York, 2002. április 8.  –) amerikai színésznő.

## Élete és pályafutása
2002. április 8-án született New Yorkban. Egészen fiatalon, ötéves korában ismerkedett meg a színészettel, azóta több, mint húsz produkcióban vett részt. Leginkább a Jessie című vígjátéksorozatból ismert, amelyben 2015-ig Zuri Rosst alakította. 2015–2018 között a Kikiwaka tábor epizódjaiban játszotta Zuri szerepét.
2020-ban szerepelt a Dancing with the Stars 29. évadjában. Egészen az elődöntőig jutottak a párjával, Alan Berstennel.

## Filmográfia

### Film
| Év   | Magyar cím                                    | Eredeti cím              | Szerep             |
| ---- | --------------------------------------------- | ------------------------ | ------------------ |
| 2007 |                                               | Liberty Kid              | Destiny 3 évesen   |
| 2008 |                                               | Rescue Me                | kislány            |
| 2009 | Újrakezdők – Szerelmes szingli szittert keres | Rescue Me                | múzeumi kislány    |
| 2011 | Arthur, a legjobb parti                       | Arthur                   | kislány            |
| 2011 | Hupikék törpikék                              | The Smurfs               | lány               |
| 2013 | G.I. Joe: Megtorlás                           | G.I. Joe: Retaliation    | Barikád lánya      |
| 2014 |                                               | My Dad's a Soccer Mom    | Lacy Casey         |
| 2023 |                                               | Big Boss (rövidfilm)     | fiatal Keke Palmer |
| 2023 |                                               | Sheroes                  | Daisy              |
| 2023 |                                               | The Man in the White Van | Patty              |

### Televízió
| Év        | Magyar cím                             | Eredeti cím                        | Szerep               | Megjegyzések                                           |
| --------- | -------------------------------------- | ---------------------------------- | -------------------- | ------------------------------------------------------ |
| 2010      | Umizoomi csapat                        | Team Umizoomi                      | Kayla (hangja)       | 1 epizód                                               |
| 2010      | Luxusdoki                              | Royal Pains                        | Maddie Phillips      | 1 epizód                                               |
| 2010–2012 | Kick Buttowski: A külvárosi fenegyerek | Kick Buttowski: Suburban Daredevil | Madison (hangja)     | visszatérő szerep                                      |
| 2011      | Boardwalk Empire – Gengszterkorzó      | Boardwalk Empire                   | Aneisha              | 1 epizód                                               |
| 2011–2013 | Bubbi Guppik                           | Bubble Guppies                     | Little Fish (hangja) | főszereplő                                             |
| 2011–2015 | Jessie                                 | Jessie                             | Zuri Ross            | - főszereplő - magyar hangja: - Koller Virág           |
| 2012      | Austin és Ally                         | Austin & Ally                      | Zuri Ross            | 1 epizód                                               |
| 2012–2014 | Dóra, a felfedező                      | Dora the Explorer                  | Isa (hangja)         | - visszatérő szerep - magyar hangja: - Koffler Gizella |
| 2013      | Sok sikert, Charlie!                   | Good Luck Charlie                  | Zuri Ross            | - 1 epizód - magyar hangja: - Koller Virág             |
| 2013      |                                        | The Watsons Go to Birmingham       | Joetta Watson        | tévéfilm                                               |
| 2014      | A Pókember elképesztő kalandjai        | Ultimate Spider-Man                | Zuri Ross (hangja)   | - 1 epizód - magyar hangja: - Koller Virág             |
| 2015      | K.C., a tinikém                        | K.C. Undercover                    | Zuri Ross            | 1 epizód                                               |
| 2015–2018 | Kikiwaka tábor                         | Bunk'd                             | Zuri Ross            | - főszereplő - magyar hangja: - Koller Virág           |
| 2018–2019 |                                        | Marvel Rising                      | Glory Grant (hangja) |                                                        |
| 2019–2020 | Sárkánylovasok                         | DreamWorks Dragons: Rescue Riders  | Napos (hangja)       | - visszatérő szerep - magyar hangja: - Pekár Adrienn   |
| 2020      |                                        | Dancing with the Stars             | önmaga               | versenyző                                              |